# 春風亭梅朝
春風亭 梅朝（しゅんぷうてい ばいちょう、1984年3月11日 - ）は、落語協会に所属する落語家。本名∶漆畑 雄介。出囃子は『三社祭』。

## 経歴
実家は、かつて静岡市葵区呉服町にあった漆畑ふとん店（再開発のため2011年閉店）。静岡市立西奈南小学校、静岡市立西奈中学校、静岡学園高校、國學院大學経済学部卒業。國學院大學落語研究会出身。
2009年、春風亭一朝に入門、11月21日に前座となる。前座名「一力」。
2014年6月11日に柳家花ごめ、古今亭志ん松、古今亭始と共に二ツ目昇進。「春風亭朝之助」と改名。
2024年9月下席より、柳家花ごめ、古今亭志ん松改メ七代目古今亭志ん橋、古今亭始改メ古今亭伝輔とともに真打昇進し、「春風亭梅朝」に改名した。

## 人物
動体視力がかなり良く、通り過ぎる車の中にいる運転手の顔を瞬時に認識できる。

## 芸歴
- 2009年
  - 春風亭一朝に入門。
  - 11月∶前座となる、前座名「一力」。
- 2014年6月∶二ツ目昇進、「朝之助」と改名。
- 2024年9月:真打昇進、「春風亭梅朝」に改名。

## 出囃子
1. 河太郎（春風亭朝之助）
2. 三社祭（春風亭梅朝）

## 受賞歴
- 2023年9月 第34回北とぴあ若手落語家競演会 奨励賞[7][8]